# Spallation Neutron Source
La Fuente de Neutrones por Espalación (nombre original en inglés: Spallation Neutron Source, SNS) es una instalación nuclear estadounidense basada en un acelerador de partículas que proporciona los haces de neutrones pulsados más intensos del mundo, que son utilizados para la investigación científica y el desarrollo industrial. Cada año, esta instalación alberga a cientos de investigadores procedentes de universidades, laboratorios nacionales y de la industria, que llevan a cabo investigación básica y aplicada, así como desarrollos tecnológicos utilizando neutrones. Es parte del Laboratorio Nacional Oak Ridge, administrado por UT-Battelle para el Departamento de Energía de los Estados Unidos (DOE). Es una instalación para usuarios de la Oficina de Ciencias del DOE, y está abierta a científicos e investigadores de todo el mundo.

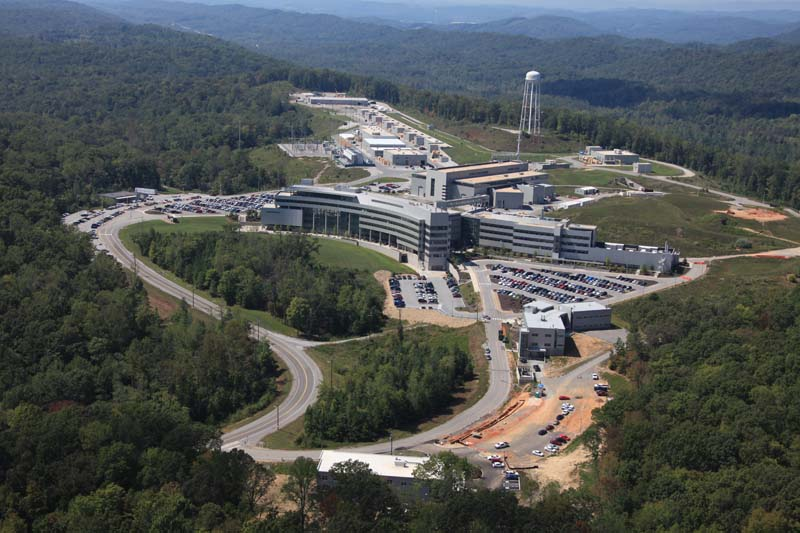
La Fuente de Neutrones de Espalación generó sus primeros neutrones en 2006. Desde entonces, se han completado 15 instrumentos científicos únicos para el uso de investigadores de todo el mundo. Las instalaciones incluirán finalmente hasta 25 instrumentos

## Investigación sobre dispersión de neutrones
La técnica de dispersión de neutrones permite a los científicos contar los neutrones dispersados, medir sus energías y los ángulos en los que se dispersan, lo que permite deducir la estructura de las moléculas analizadas. Esta información puede revelar la estructura magnética molecular y el comportamiento de distintos materiales, como superconductores de alta temperatura, polímeros, metales y muestras biológicas. Además de los estudios centrados en la física fundamental, la investigación sobre la dispersión de neutrones tiene aplicaciones en biología estructural y biotecnología, magnetismo y superconductividad, materiales químicos y de ingeniería, nanotecnología, fluidos complejos y otros.

## Cómo funciona la SNS

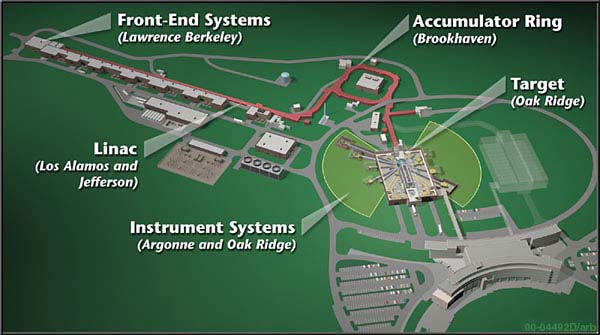
Representación tridimensional del diseño de la instalación de la fuente de neutrones por espalación que indica el laboratorio nacional responsable de cada parte principal de la instalación. Las áreas en rojo están construidas bajo tierra

El proceso de espalación en la SNS comienza con iones de hidrógeno cargados negativamente, que son producidos por una fuente de iones. Cada ion consta de un protón orbitado por dos electrones. Los iones se inyectan en un acelerador lineal (también denominado linac), que los acelera hasta una energía de aproximadamente un GeV (o hasta aproximadamente el 90% de la velocidad de la luz). Los iones pasan a través de una lámina, que separa los dos electrones de cada ion, convirtiéndolo en un protón. Los protones pasan a una estructura en forma de anillo, un acumulador de protones, donde giran a velocidades muy altas y se acumulan en "racimos". Cada grupo de protones se libera del anillo en forma de pulso, a un ritmo de 60 veces por segundo (60 hercios). Los pulsos de protones de alta energía golpean un objetivo de mercurio líquido, donde se produce la espalación. Luego, los neutrones resultantes se desaceleran en un moderador y se guían a través de líneas de haz hasta áreas que contienen instrumentos especiales donde se utilizan en una amplia variedad de experimentos.

## Historia
La mayoría de las fuentes de neutrones del mundo se construyeron hace décadas y, aunque los usos y la demanda de neutrones han aumentado con el paso de los años, se han construido pocas fuentes nuevas. Para satisfacer esa necesidad de una fuente de neutrones nueva y mejorada, la Oficina de Ciencias Energéticas Básicas del DOE financió la construcción de la SNS, que proporcionaría los haces de neutrones pulsados más intensos del mundo para la investigación científica y el desarrollo industrial.
Su construcción fue el resultado de una asociación de seis laboratorios nacionales del DOE: Argonne, Brookhaven, Lawrence Berkeley, Los Álamos, Oak Ridge y Jefferson. Esta colaboración fue una de las más grandes de su tipo en la historia científica de Estados Unidos, y sirvió para reunir a las mejores mentes y experiencias de muchos campos diferentes.
Después de más de cinco años de construcción y un costo de 1.400 millones de dólares, la SNS se completó en abril de 2006. Los primeros tres instrumentos comenzaron a ponerse en servicio y estuvieron a disposición de la comunidad científica en agosto de 2007.
Hasta 2017, se habían completado un total de 20 instrumentos, y las instalaciones acogen a unos 1.400 investigadores al año.